# دانشگاه دیدرو پاریس
دانشگاه پاریس ۷ یا دیدرو پاریس (به فرانسوی: Université Paris Diderot (Paris 7)) یکی از شعب سیزده‌گانه دانشگاه پاریس محسوب می‌شود.
این واحد در سال ۱۹۷۰ از دانشگاه پاریس جدا شد.
این دانشگاه در سال ۱۹۹۴ به افتخار نویسنده و فیلسوف فرانسوی دنی دیدرو (قرن هیجدهم میلادی) به این نام نامگذاری شده‌است.